# Pentagonita
La pentagonita és un mineral de la classe dels silicats. Va ser descoberta l'any 1973, i rep el seu nom pel seu hàbit pseudosimètric típic de les macles de la pentagonita.

## Característiques
La pentagonita és un fil·losilicat, amb fórmula Ca(VO)Si₄O10·4H₂O. Cristal·litza en el sistema ortoròmbic formant cristalls prismàtics. És un mineral dimorf de la cavansita, i una espècie estructuralment relacionada amb la plumbofil·lita. Alguns autors suggereixen que la cavansita es forma en baixa temperatura i la pentagonita és una forma d'alta temperatura.
Segons la classificació de Nickel-Strunz, la pentagonita pertany a «09.EA: Fil·losilicats, amb xarxes senzilles de tetraèdres amb 4-, 5-, (6-), i 8-enllaços» juntament amb els següents minerals: cuprorivaita, gillespita, effenbergerita, wesselsita, ekanita, apofil·lita-(KF), apofil·lita-(KOH), apofil·lita-(NaF), magadiita, dalyita, davanita, sazhinita-(Ce), sazhinita-(La), armstrongita, okenita, nekoita, cavansita, penkvilksita, tumchaita, nabesita, ajoïta, zeravshanita, bussyita-(Ce) i plumbofil·lita.

## Formació i jaciments
Apareix omplint fractures en toves i basalts, en forma de crostes, a partir de l'alteració d'aquestes roques. Sol trobar-se associada a altres minerals com cavansita, calcita, heulandita, estilbita, analcima i apofil·lita.